# 첨백당
첨백당(瞻栢堂)은 대한민국 대구광역시 동구 평광동에 있는 조선시대의 건축물이다. 1984년 7월 25일 대구광역시의 문화재자료 제13호로 지정되었다.

## 개요
우효중의 효행과 우명식의 충성심을 기리며, 광리에 거주하는 단양 우씨들의 교육을 위해 세운 건물이다.
첨백당이라는 이름은 우명식 선생의 묘소가 있는 ‘백밭골을 우러러보는 집’이라는 뜻에서 붙인 이름이다. 고종 33년(1896)에 지었고 1924년 새롭게 고친 적이 있다.
지붕은 옆면에서 볼 때 사람 인(人)자 모양인 맞배지붕이고, 집 가운데는 대청마루가 있는데 양쪽 툇마루보다 높게 놓여 있는 것이 특징이다. 툇마루에는 난간을 아담하게 둘러 놓았다.

## 참고 문헌
- 첨백당 - 국가유산청 국가유산포털